# Estación de Saint-Louis-les Aygalades
La estación de Saint-Louis-les Aygalades es una estación ferroviaria francesa de la línea París - Marsella, situada en la aglomeración de Marsella, a 6 kilómetros de la estación principal de Marsella-Saint-Charles. Por ella transitan únicamente trenes regionales. 

## Situación ferroviaria
La estación se sitúa en el PK 855,435 de la línea férrea París-Marsella. 

## Historia
Si bien el tramo de la línea en el que se sitúa la estación fue abierto el 15 de enero de 1848, no existe fecha exacta de la inauguración de la misma. 

## La estación
La estación se compone de dos andenes laterales y de dos vías. Aunque conserva su edificio para viajeros, se configura como un apeadero dado que no hay personal de la SNCF atendiendo la parada. Sí dispone de máquinas expendedoras de billetes. 

## Servicios ferroviarios

### Regionales
Un gran número de TER PACA transitan por la estación cubriendo los siguientes trazados:
- Línea Miramas - Marsella.